# リップスティックアドベンチャー
リップスティックアドベンチャー (Lipstick Adventure/Adv) は、Fairytale/Ides作の、18禁恋愛アドベンチャーゲームのシリーズである。
本作は主人公である私立探偵の浅見五郎とヒロインである学生・清里音美を中心とした、推理もののアドベンチャーゲームである。同社が製作したアダルトCG集ソフト『リップスティック』が前身となっており、第1作は同作の女性キャラが登場するアドベンチャーゲームとして製作された。
アダルトCG集というイメージしかなかった当時のアダルトゲームを「アダルト要素のある遊べるゲーム」に変えた作品でもある。

## 共通キャラクター
浅見五郎
主人公。私立探偵。
清里音美
主人公の隣に住む幼なじみ。社長令嬢という設定となっており、学校では委員長を務める。初期の作品では自称アシスタントであったが、後の作品では名実共に有能アシスタントとなっている。

## シリーズ作品

### リップスティック
本シリーズのきっかけとなったアダルトCG集であり、以下の5作が発売された。
- リップスティック #1 ロリータ編
- リップスティック #2 女子学生編
- リップスティック #3 OL編
- リップスティック #4 看護婦編
- リップスティック #5 スチュワーデス編

本作はハッカーインターナショナルからディスクシステム版も発売されたが、こちらはCG集ではなく絵合わせパズルで、また任天堂非公認ソフトである。

### リップスティックアドベンチャー1
シリーズ第1作である。主人公の私立探偵、ヒロイン音美という基本路線はこの段階で確立されている。本作では音美は近所の高校生という設定であった。
本作のシナリオと企画を担当した蛭田昌人は、のちにアダルトゲームブランドのエルフを創立したことでも知られる。
嵐山家で発生した家宝の盗難事件を探っていくストーリーとなっている。
AUTOMATONのKoji Fukuyamaは、同作において主人公とメインヒロインとのHシーンが存在しない点を指摘しており、インタビューに応じたゲーム音楽家の高見龍は「それ〔主人公とメインヒロインとのHシーンが存在しない点〕に関しては、単に時代だと思いますね。80年代のラブコメやエロコメとかは、ヒロインが設定されて、多数のゲストのサブヒロインが出てくるんですけど、お約束の定番として、メインヒロインとは深い仲にはならないというのがあった。」と答えている。また、Fukuyamaは1996年に発売された『この世の果てで恋を唄う少女YU-NO』における、宝玉が時間遡行のアイテムとして登場するなど、『リップスティックアドベンチャー』との共通点について言及しており、高見は『YU-NO』の原作者である剣乃ゆきひろによるオマージュかもしれないと述べている。

### リップスティックアドベンチャー2
シリーズ第2作である。ヒロインである音美は大学生になっている。また、同作のダイジェスト版は、1991年に発売されたダイジェスト集『フェアリーテール海賊版』に収録されている。

### リップスティックアドベンチャー3
シリーズ第3作である。
あらすじ
ある日、音美は探偵部の先代部長の結婚式に出席する。音美がもらったブーケを事務所に飾ろうとしたところ、中からマイクロフィルムを見つける。現像した結果、8枚の写真ができあがり、音美が映っていたものもあったことから、2人は撮影者の特定に動く。その矢先、先代部長の夫が殺害される。

### リップスティックアドベンチャー4
シリーズ第4作である（後述のEXは除いて数えている）。前作から8年経過、第1作からは10年以上経過しての発売となっており、時代背景から対象機種もWindowsのみとなっている。白鳥学園の文芸創作部の部室で発見された北川真理の死因を探っていくストーリーとなっている。

### リップスティックアドベンチャーEX
本作は、主人公が私立探偵の一条恵美（注：男性）、アシスタントが女子高生の日高小梅となっており、正統なリップスティックアドベンチャーシリーズには含まないこともある。ただし、本作で採用された「ザッピングシステム（視点切替システム）」は後続作品の『リップスティックアドベンチャー4』に引き継がれている。
小梅が通う聖白鳥学園で変質者騒ぎが発生し、美少女探偵クラブの部長でもある小梅が恵美を強引に巻き込んで事件に乗り出すというストーリーとなっている。

### 雑誌記事
- 『美少女ゲーム最前線 パート5』辰巳出版、1991年11月1日。
  - 「よくわかる美少女ゲーム 傾向と対策編 フェアリーテール海賊版」、48頁。